# Metropolie Buenos Aires a Jižní Amerika
Metropolie Buenos Aires a Jižní Amerika je jedna z metropolií Konstantinopolského patriarchátu.

## Historie
Roku 1952 byl zřízen vikariát Buenos Aires archiepiskopie Amerika.
Dne 15. března 1979 byla zřízena v rámci archiepiskopie samostatná buenosaireská eparchie.
Dne 24. září 1996 byla eparchie povýšena na metropolii.

## Seznam biskupů a metropolitů

### Vikariát Buenos Aires
- 1960–1962 Polyefktos (Finfinis)
- 1962–1963 Timotheos (Chaloftis)
- 1964–1968 Meletios (Diakandreu)
- 1970–1974 Iakovos (Pililis)
- 1974–1979 Timotheos (Negrepontis)

### Metropolie Buenos Aires
- 1979–2001 Gennadios (Chrysoulakis)
- 2001–2019 Tarasios (Antonopoulos)
- od 2019 José (Bosch)